# Лангеррінген
Лангеррінген (нім. Langerringen) — громада в Німеччині, знаходиться в землі Баварія. Підпорядковується адміністративному округу Швабія. Входить до складу району Аугсбург. Центр об'єднання громад Лангеррінген.
Площа — 42,10 км2. Населення становить 3938 ос. (станом на 31 грудня 2020).

## Галерея

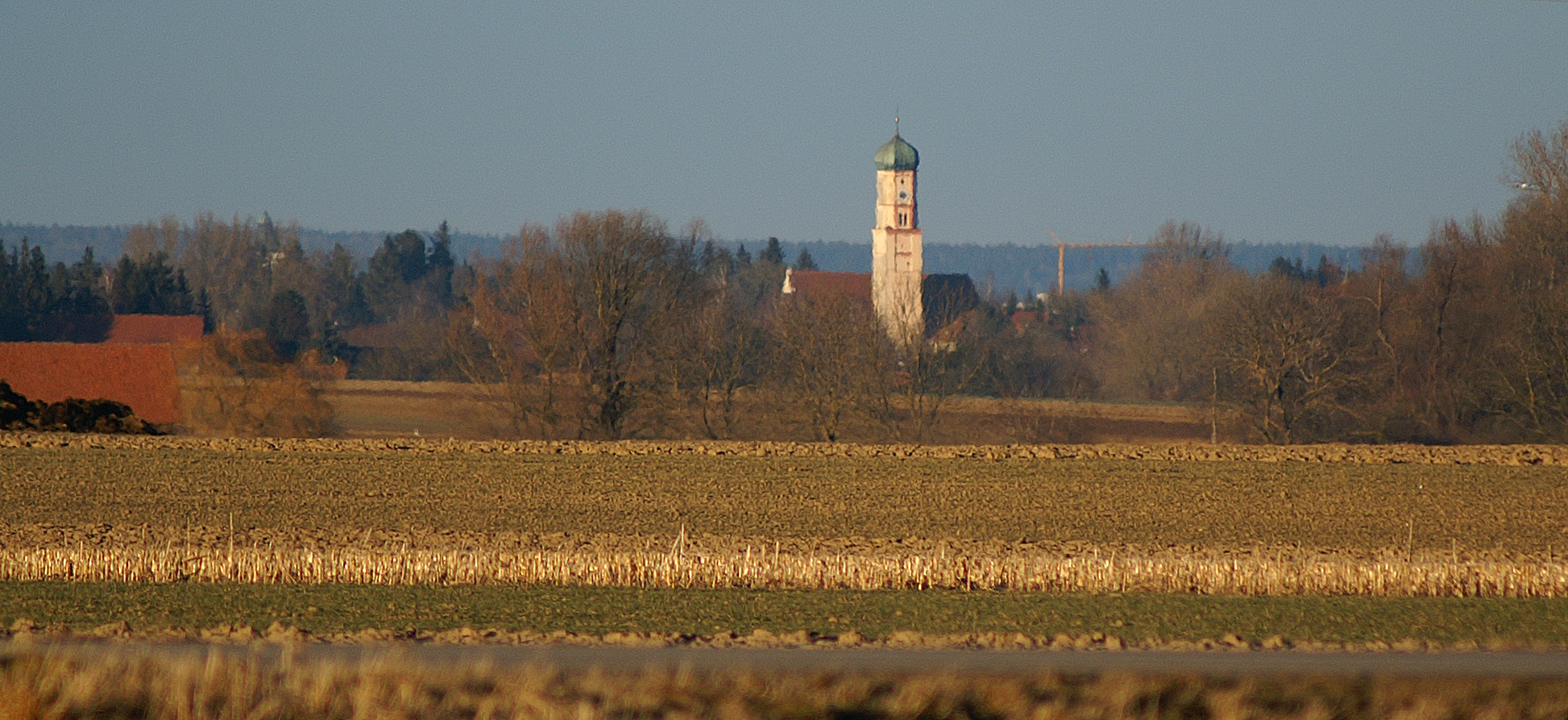